# Schering

Local da Residência da empresa Schering AG.

A Schering AG foi uma empresa farmacêutica da Alemanha, criada em 1851 por Ernst Christian Friedrich Schering que deu início a esse feito com a produção de remédios e químicos para perfumes, tecidos e couro. Ao ser criada, era conhecida como Farmácia Verde. Ao longo dos anos, a Schering passou a desenvolver suas pesquisas na área de produtos hormonais, oncológicos, meios de contraste, analgésicos e fármacos para as áreas de infectologia e de cardiovascular. Por conta disso, em 1939, o cientista Adolf Butenandt foi agraciado com o Prêmio Nobel de Química pelo seu trabalho de pesquisa com hormônios sexuais (masculino e feminino).
Em 2006, a Schering uniu-se à Bayer criando a Bayer HealthCare Pharmaceuticals (subdivisão da Bayer HealthCare). Em novembro de 2010 o grupo Bayer decidiu cessar o uso da marca Schering com o intuito de se concentrar melhor na marca Bayer HealthCare e na marca-mãe Bayer.